# トマス・ウィラビー (庶民院議員)
トマス・ウィラビー（英語: Thomas Willoughby、1694年6月11日 – 1742年12月2日）は、グレートブリテン王国の庶民院議員（在任：1720年 – 1734年）。トーリー党所属。

## 生涯

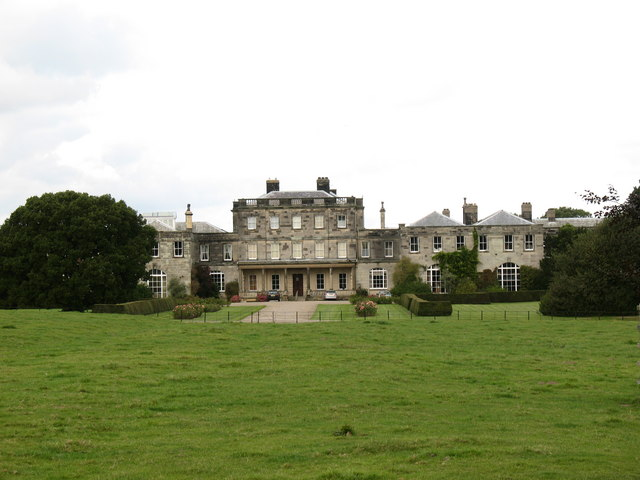
バードサル・ハウス

初代ミドルトン男爵トマス・ウィラビーとエリザベス・ロスウェル（Elizabeth Rothwell、初代準男爵サー・リチャード・ロスウェルの娘）の息子として、1694年6月11日に生まれた。イートン・カレッジで教育を受けた後、1711年11月1日にケンブリッジ大学ジーザス・カレッジに入学、1720年にM.A.の学位を修得した。
1720年12月、ケンブリッジ大学選挙区の補欠選挙で176票を得てヘンリー・フィンチ（ホイッグ党、143票）を破り、当選を果たした。1727年イギリス総選挙では父の影響力を借りてタムワース選挙区から出馬、得票数2位（144票）で当選した。得票数3位（114票）で敗れたトマス・アブニー（Thomas Abney、ホイッグ党）候補は選挙申し立てをしたが、ウィラビーの当選は覆らなかった。議会では消費税法案に反対したが、それ以外の投票記録はなかったという。
1742年12月2日に死去、バードサルで埋葬された。

## 家族
1719年、エリザベス・サウスビー（Elizabeth Southby、1752年4月25日没、トマス・サウスビーの娘）と結婚、5男4女をもうけた。
- ヘンリー（1726年 – 1800年） - 第5代ミドルトン男爵、子供あり
- フランシス（1727年 – 1771年以降） - 1762年5月25日、オクタヴィア・フィッシャー（Octavia Fisher、フランシス・フィッシャーの娘）と結婚、子供あり。第7代ミドルトン男爵ディグビー・ウィラビーの父
- ジェームズ（1731年 – 1816年） - エレノア・ホブソン（Eleanor Hobson、ジェームズ・ホブソンの娘）と結婚、子供あり。第8代ミドルトン男爵ヘンリー・ウィラビー（英語版）の祖父
- カサンドラ（Cassandra） - 生涯未婚
- エリザベス - 1750年、エドマンド・ガーフォース（Edmund Garforth）と結婚
- エマ（1781年没）
- アントニナ（Antonina） - 1765年、ヘンリー・ハウギル（Henry Howgill）と結婚